# The Death Trip Continues
The Death Trip Continues... ― перший мініальбом американського індастріал-метал гурту Static-X, випущений у 2000 році. Він став наступним після дебютного альбому Wisconsin Death Trip. Цей міні-альбом був випущений лише у вигляді промо-диску і не був доступний у магазинах.
Кавер на пісню Ministry «Burning Inside» разом з піснями «So Real» і «S.O.M.» пізніше вийшли на збірці Beneath... Between... Beyond.... «Burning Inside» також присутня у саундтреку до фільму Ворон 3: Спасіння.

## Список композицій
| #     | Назва                                       | Тривалість |
| ----- | ------------------------------------------- | ---------- |
| 1.    | «Love Dump» (Edit)                          | 3:20       |
| 2.    | «Love Dump» (Mephisto Odyssey's Voodoo Mix) | 5:28       |
| 3.    | «Bled for Days» (Album Version)             | 3:46       |
| 4.    | «Bled for Days» (Live)                      | 4:04       |
| 5.    | «Burning Inside» (Кавер на Ministry)        | 4:18       |
| 6.    | «So Real»                                   | 5:41       |
| 7.    | «S.O.M»                                     | 3:24       |
| 30:01 |                                             |            |

## Учасники запису
Static-X
- Вейн Статік - вокал, ритм-гітара, додаткове продюсування треків (4–7)
- Коічі Фукуда - соло-гітара, клавішні, програмування
- Тоні Кампос - бас-гітара, бек-вокал
- Кен Джей - ударні

Додатково
- Бертон К. Белл - додатковий вокал (5)
- Ульріх Вайлд - продюсування та зведення (1, 3, 4, 6, 7), інженерія (1, 3, 6, 7)
- Static-X - додаткове продюсування (1, 3)
- Біфф Доуз - інженерія (4)
- Кріс Шеппард - інженерія та зведення (5)
- Білл Дуглас - додаткова інженерія (5)
- Брюс Рейтер - додаткова інженерія (5)